# Sambuci
Sambuci est une commune italienne de la ville métropolitaine de Rome Capitale, dans la région Latium.

## Géographie
Sambuci se trouve sur les flancs des monts Prénestiens à 11 km à l'est de Tivoli et à environ 30 km à l'est de la périphérie de la commune de Rome. Les communes attenantes à Sambuci sont Castel Madama, Cerreto Laziale, Ciciliano, Saracinesco et Vicovaro.

## Histoire
Le nom de la commune – mentionné dans des documents datant de 857 – vient du sambuco, le sureau en français, présent localement. Sambuci a été durant plusieurs siècles une dépendance de l'abbaye territoriale de Subiaco.

## Culture
Les monuments de la ville sont :
- le château Theodoli datant du XIIIe siècle situé au somment de la ville historique[2] ;
- l'église della Madonna delle Grazie, de style roman datant du XVIIe siècle ;
- l'ancien couvent des Franciscains fondé en 600 ;
- l'église Santa Croce datant de 1662 ;
- l'église San Pietro.

## Administration
| Période                                  | Période | Identité        | Étiquette     | Qualité |
| ---------------------------------------- | ------- | --------------- | ------------- | ------- |
| 10 juin 2014                             | 2019    | Dario Ronchetti | Liste civique |         |
| Les données manquantes sont à compléter. |         |                 |               |         |